# District du Denguélé
Le Denguélé est un district de Côte d'Ivoire, en Afrique de l'Ouest, qui a pour chef lieu la ville d'Odienné. 
Ce district est situé au nord-ouest du pays, entouré par les districts des Savanes et du Woroba, le Mali et la Guinée. Il a une superficie de 20 600 km2 pour une population estimée en 2021 à 436 015 habitants.
Il est divisé entre les régions du Folon et de Kabadougou.
Il est peuplé en majorité par les Malinkés.
La richesse du district est essentiellement agricole, notamment par la production de coton, destinée à l'exportation. 

## Étymologie
Denguélé en langue malinké signifie " enfant unique" : Dén = enfant , Guélen = unique , donc denguélé = enfant unique en référence à la pierre unique qui est déposée sur le mont Denguélé. Ceci a donc donné son nom à toute la région autour de ce mont.

## Démographie
| 1988    | 1998    | 2014    | 2021    |
| ------- | ------- | ------- | ------- |
| 169 764 | 222 446 | 289 779 | 436 015 |

## Régions, départements et sous-préfectures[3]
1. Folon
  1. Minignan
    1. Sokoro
    2. Tienko
    3. Kimbirila Nord

  2. Kaniasso
    1. Goulia
    2. Mahandiana-Sokourani
2. Kabadougou
  1. Samatiguila
    1. Kimbirila Sud

  2. Odienné
    1. Samango
    2. Gbéléban
    3. Seydougou
    4. Bougousso
    5. Bako
    6. Dioulatiédougou
    7. Tiémé

  3. Madinani
    1. Fengolo
    2. N'Goloblasso
    3. Séguélon
    4. Gbongaha